# Magda Bibrzycka
Magdalena Danuta Bibrzycka (ur. 27 września 1988 w Tarnowskich Górach) – polska koszykarka grająca na pozycji skrzydłowej.

## Życiorys

### Kariera juniorska
Magda Bibrzycka odniosła wiele sukcesów w koszykówce młodzieżowej. Jest wychowanką MOSM Bytom, z którego przyszła do Lotosu Gdynia w 2001 wraz ze starszą siostrą Agnieszką Bibrzycką. Z racji zaledwie 13 lat grała w zespołach młodzieżowych. Do najważniejszych sukcesów młodzieżowych należą: złoty medal mistrzostw Polski juniorek w 2005 (na tych mistrzostwach została uznana za Nadzieję Polskiej Koszykówki) i dwa brązowe medale mistrzostw Polski juniorek starszych w 2007 i 2008.

### Kariera seniorska
Od 2004 w rozgrywkach ligowych grała dla Szkoły Mistrzostwa Sportowego w Łomiankach. W sezonie 2006/2007 SMS występował na parkietach PLKK, a Bibrzycka była najlepszą zawodniczą zespołu - notowała średnio 11,3 punkty i 3,3 zbiórki w meczu. W 2007, po ukończeniu Szkoły Mistrzostwa Sportowego, podpisała kontrakt z ówczesnym vicemistrzem Polski - drużyną Lotosu Gdynia. W pierwszym zespole grała tylko rok - sięgnęła z Lotosem po srebrny medal Mistrzostw Polski. W 2008 przeniosła się do pierwszoligowego Lidera Pruszków, z którym wywalczyła awans do ekstraklasy. Sezonu 2009/2010, z powodu kontuzji, nie mogła zaliczyć do udanych. Po skończonym sezonie pożegnała się z klubem z Pruszkowa i podpisała kontrakt z AZS Rzeszów szykującym się do wygrania 1 ligi. Drużyna nie awansowała do PLKK, mimo to Magda Bibrzycka przedłużyła kontrakt z zespołem. Od 2013 była zawodniczka pierwszoligowego MKK Siedlce, gdzie notowała średnio 14,2 punkty i 7 zbiórek na mecz (eval 17,9), z drużyną tą wywalczyła awans do Ekstraklasy Kobiet. W sezonie 2014/15 dalej reprezentowała barwy z klubu z Siedlec, gdzie notowała 9,4 pkt na mecz oraz 3,9 zb, z drużyną MKK wywalczyła wysokie jak na beniaminka 7 miejsce w lidze. W sezonie 2015/16 przeniosła się do Basketu 90 Gdynia.

### Kariera reprezentacyjna
Magda Bibrzycka była reprezentantką Polski we wszystkich kategoriach młodzieżowych oraz 3 razy grała na Letniej Uniwersjadzie (2007, 2009, 2011). W 2004 grała w na mistrzostwach Europy kadetek. W 2005 wraz z reprezentacją Polski juniorek zajęła 13. miejsce wśród drużyn ze Starego Kontynentu, a rok później 14. W latach 2007–2008 była reprezentantką Polski w kategorii Juniorek Starszych, które grały w Dywizji B.

## Osiągnięcia

### Drużynowe
Seniorskie
- Wicemistrzyni Polski (2008 – Lotos Gdynia)
- Awans do Ekstraklasy Kobiet z:
  - Liderem Pruszków (2009)
  - AZS Rzeszów (2012)
  - MKK Siedlce (2014)
- Uczestniczka międzynarodowych rozrywek Euroligi (2007/2008)

Młodzieżowe
- Mistrzyni Polski juniorek (2005 – GTK Gdynia)
- Brązowa medalistka mistrzostw Polski Juniorek Starszych (2007, 2008 – GTK Gdynia)

### Indywidualne
- Udział w meczu gwiazd PLKK (2006)[7]

### Reprezentacja
- Wicemistrzyni Europy U–20 dywizji B (2008)
- Brązowa medalistka uniwersjady (Bangkok 2007)[8]
- Uczestniczka:
  - uniwersjady (2007, 2009 – 5. miejsce, 2011 – 15. miejsce)
  - mistrzostw Europy:
    - dywizji B U–20 (2007 – 6. miejsce, 2008)
    - U–18 (2005 – 13. miejsce, 2006 – 14. miejsce)
    - U–16 (2004 – 12. miejsce)